# Velegrad
Velegrad je naziv za grad s više od milijun stanovnika. Najveći grad na svijetu je japanska prijestolnica – Tokio, više od 35 milijuna stanovnika.
U Hrvatskoj ne postoji niti jedan milijunski grad.

## Povijest
Golemih je gradova bilo i u starome vijeku. Prema sačuvanim podatcima, više stotina tisuća stanovnika imali su Babilon, Rim i kineski gradovi Peking i Nanking.
Ti su davni gradovi bili središta vojničke aristokracije, koja je u svojoj vlasti imala golema područja. Stanovništvo tih područja hranilo je gradske stanovnike i radilo za njih, a obilat ratni plijen građanima je značio izobilje.
Kad je opala vojnička moć drevni gradovi su počeli naglo propadati. Tako je Rim na vrhuncu svoje moći brojio 1 000 000, a prije tisuću godina svega 200 000 stanovnika. Još je gore prošao istočnjački velegrad Babilon, od kojeg su ostale samo ruševine.
Malo je gradova koji su izgrađeni u novije vrijeme po određenom planu. Takvi su na primjer Brazilija i Novi Beograd (dio Beograda). Većina velegradova nastajala je u toku mnogih stoljeća. Zato je najstariji dio velegrada centar ili središte, oko kojega se grad izgrađuje i širi.

## Arhitektura
Stari dio grada ima uske ulice, striješnjene blokovima kuća. Tu je malo zraka i sunca, malo ili nimalo zelenila, parkova i dječjih igrališta. Taj je dio trgovačko i poslovno središte. Industrijska postrojenja niču na periferiji, gdje je lakši odvoz sirovina i dovoz irađene robe. Ali, kako se grad neprestano širio, s vremenom su se stare tvornice našle u izgrađenom i gustom dijelu velegrada. Najnoviji dijelovi velegrada podižu se prema zahtjevima suvremene arhitekure i urbanizma.
Veike poslovne i stambene zgrade okružene su zelenilom, ulice su ravne i široke, trgovi prostrani. Radi bojeg uređenja i dobivanja mjesta za izgradnju novih zgrada, katkad se ruše stari dijelovi. Pritom ostaju očuvane stare zgrade i ulice koje imaju povijesnu i umjetničku vrijednost. O tome se brinu konzervatorski zavodi.
Veliki gradovi imaju veći broj općina i podijeljeni su na četvrti. Neki gradovi imaju toliko ulica da se radi lakšeg snalaženja neke označavaju brojevima, a ne imenima.

### Neboderi
Zemljište je u gradu vrlo skupo, osobito u njegovu središtu. Zato su u novije vrijeme velegradovi počeli rasti u visinu. Grade se veoma visoke zgrade - neboderi, koji daju posebnu obilježje najvećim gradovima svijeta. Prvi je neboder imao 10 katova i izgrađen je u američkom gradu Chicagu godine 1885.
U najvećim suvremenim velegradovima, osobito u Americi, neboderi su natisnuti jedan do drugog u središtu gradske jezgre. To je siti (city) - poslovni i trgovački dio grada. Tu gotovo nitko ne stanuje, nego samo radi. Siti danju vri od ljudi, a noću je pust. Ljudi koji rade u sitiju obično stanuju vrlo daleko d njega, na gradskoj periferiji, u malim obiteljskim kućama okruženim zelenilom. Zato takvi velegradovi obuhvaćaju golema prostranstva.

### Rast u dubinu
Ispod asfaltne obloge ulica i trgova, često i više od 10 m duboko, prostire se splet podzemnih kanala i galerija. Tako ispod New Yorka prolazi 8 000 km odvodnih kanala, 8 650 km vodovodnih cijevi, 11 000 km plinskih vodova, 30 500 km električnih kabela i 24 000 000 km telefonskih vodova koji bi mogli 600 puta opasati Zemlju. Deseci tisuća radnika i stručnjaka uposleni su da nadziru i održavaju velegradsko podzemlje.
Ulični promet poseban je problem svih velegradova. Za opskrbu njegovih više milijuna stanovnik treba svaki dan dopremiti goleme količine hrane i drugo,  još više rovina treba dopreiti tvornicama. Čitave rijeke radnika moraju se svaki dan otpremiti na radna mjesta i vratiti se kućama. I broj djece koja svaki dan idu u školu, te se iz nje vraćaju, golem je. Zato se ulicama najvećih gradova neprestano kreću rjeke vozila, automobila i autobusa. Veliki autobusi imaju i po dva kata, pa svaki od njih može primiti i više od 100 putnika.
No, ulice velegrada nisu dovoljno široke da bi omogućile brz prijevoz svih onih kojima se žuri na posao ili s posla. Zato najveći gradovi imaju podzemne željeznice koje periferiju povezuju sa središtem grada (najveće u New Yorku, Londonu i Moskvi).

## Velegrad budućnosti
Izgled velegrada neprestano se mijenja. Zanimljiva su nagađanja kako će izgledati velegradovi skore i dalje sutrašnjice.
Neki u budućnosti zamišljaju velegrad s dugačkim podzemnim ulicama, koje bi služile samo za prijevoz robe. Drugi predlažu da se na ulicama izgrade pomične trake koje bi same vozile putnike i prometna sredstva. Treći zamišljaju da će velegrad budućnosti biti natkrit golemim plastičnim zvonom, koje će ga štititi od kiše i nevremena i omogućavati da se stvori umjetna klima, jednaka i ljeti i zimi. 
Sve nam se to čini kao plod mašte. Ali bi se lako moglo dogoditi da velegrad daleke budućnosti bude još mnogo fantastičniji nego što ga danas može zamisliti najbujnija mašta.
Neki stručnjaci, naime, predviđaju nestanak velegradova kao stambenih naselja. Prema ocjeni njihova dosadašnjeg razvitka, oni smatraju da velegrad za čovjeka postaje nepodnošljiva životna sredina. U velikim gradovima bi po njihovu mišljenju ostale koncentrirane industrija i ostale djelatnosti, a ljudi bi stanovali u malim naseljima po širokom okolišu, u krajoliku koji je bar donekle očuvao svoje prirodne osobine.